# Fort de Girancourt
Le fort de Girancourt, appelé brièvement fort Reynier, a été construit entre 1879 et 1880. C'est un ouvrage faisant partie des fortifications de l'Est de la France du type Séré de Rivières. Il est situé dans la commune de Girancourt dans les Vosges. Il fait partie de la place fortifiée d'Épinal.

## Description du fort
Le fort de Girancourt est construit en grès jaune, il se situe à une dizaine de kilomètres à l’ouest d’Épinal, à une altitude de 422 m. Il devait appuyer et défendre les forts en rive droite de la Moselle et protéger le canal de l’Est, la voie ferrée vers Jussey et la route qui mène à Dijon. Il assurait aussi la défense des intervalles entre la batterie de Sanchey et le réduit de Thiéha. Son éloignement de la place d’Épinal fait de ce fort à sa construction, un fort d’arrêt isolé capable de se défendre dans toutes les directions. Son armement est renforcé par deux batteries d’artillerie annexes. En 1885, la construction avait coûté 1 340 000 francs or. 
Le fossé était défendu par deux caponnières simples et une caponnière double.

## Historique
Par le décret du 21 janvier 1887, le ministre de la Guerre Georges Boulanger renomme tous les forts, batteries et casernes avec les noms d'anciens chefs militaires. Pour le fort de Girancourt, son « nom Boulanger » est en référence au général Jean-Louis-Ébénézer Reynier. Le nouveau nom devait être gravé au fronton de l'entrée. Dès le 13 octobre 1887, le successeur de Boulanger au ministère, Théophile Ferron, abroge le décret. Le fort reprend officiellement son nom précédent.